# Eggelsberg
Eggelsberg osztrák mezőváros Felső-Ausztria Braunau am Inn-i járásában. 2018 januárjában 2365 lakosa volt.

## Elhelyezkedése

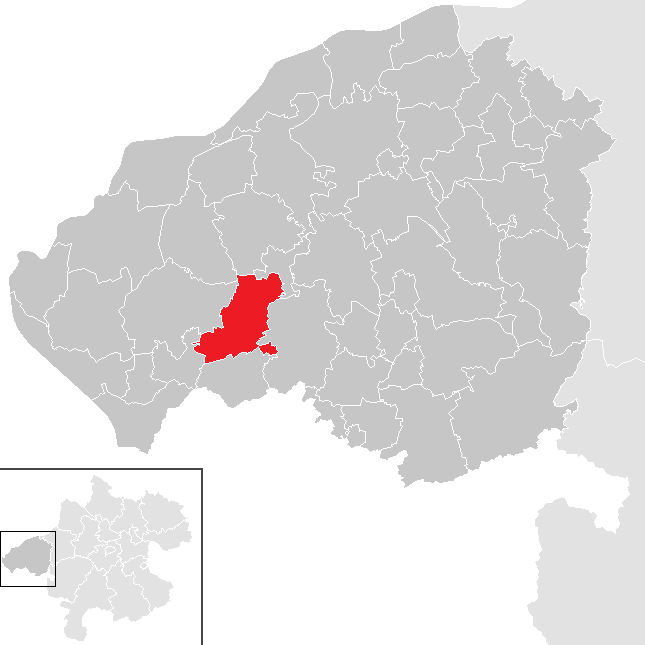
Eggelsberg a Braunau am Inn-i járásban

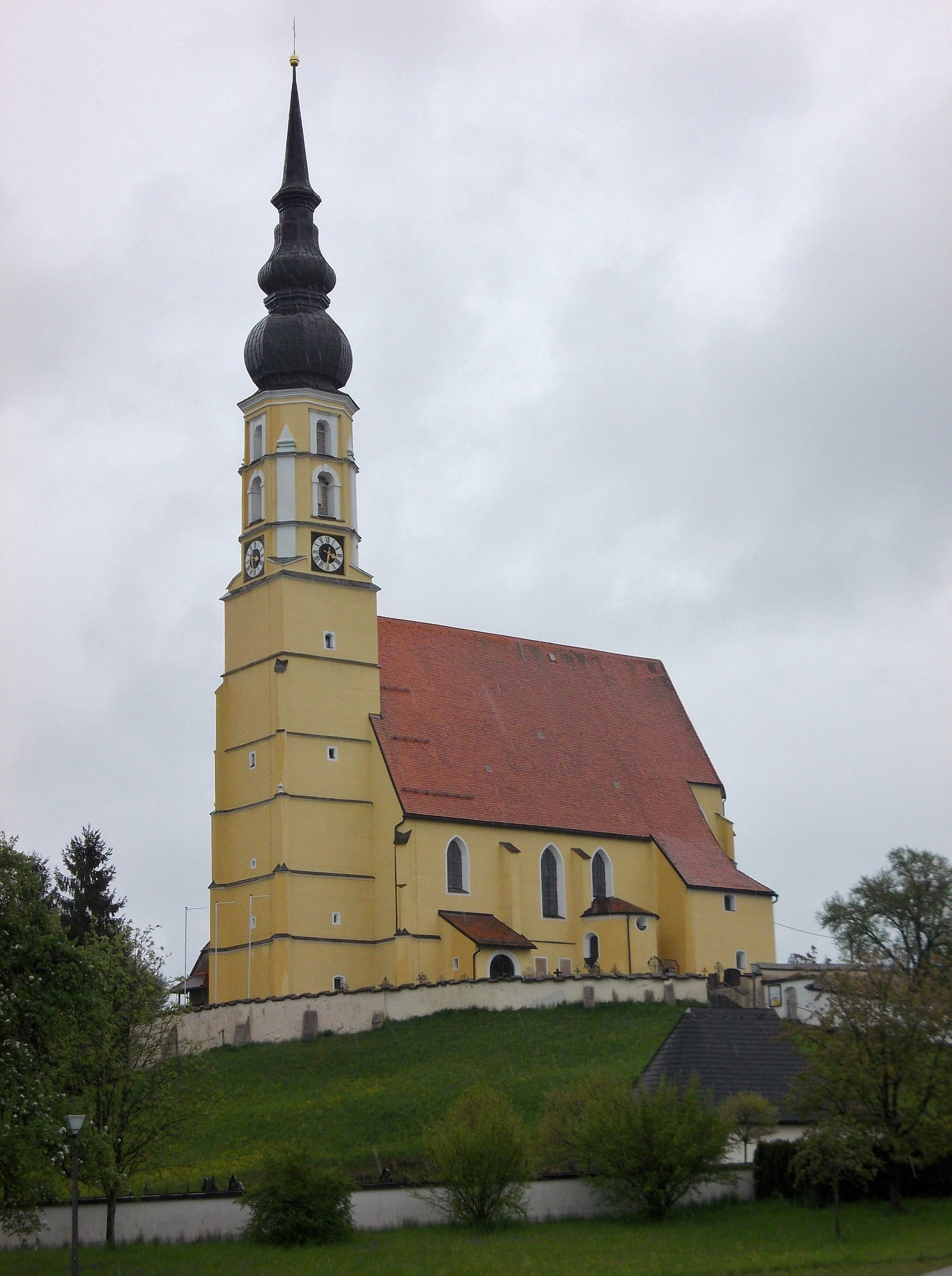
A Szűz Mária mennybevétele-plébániatemplom

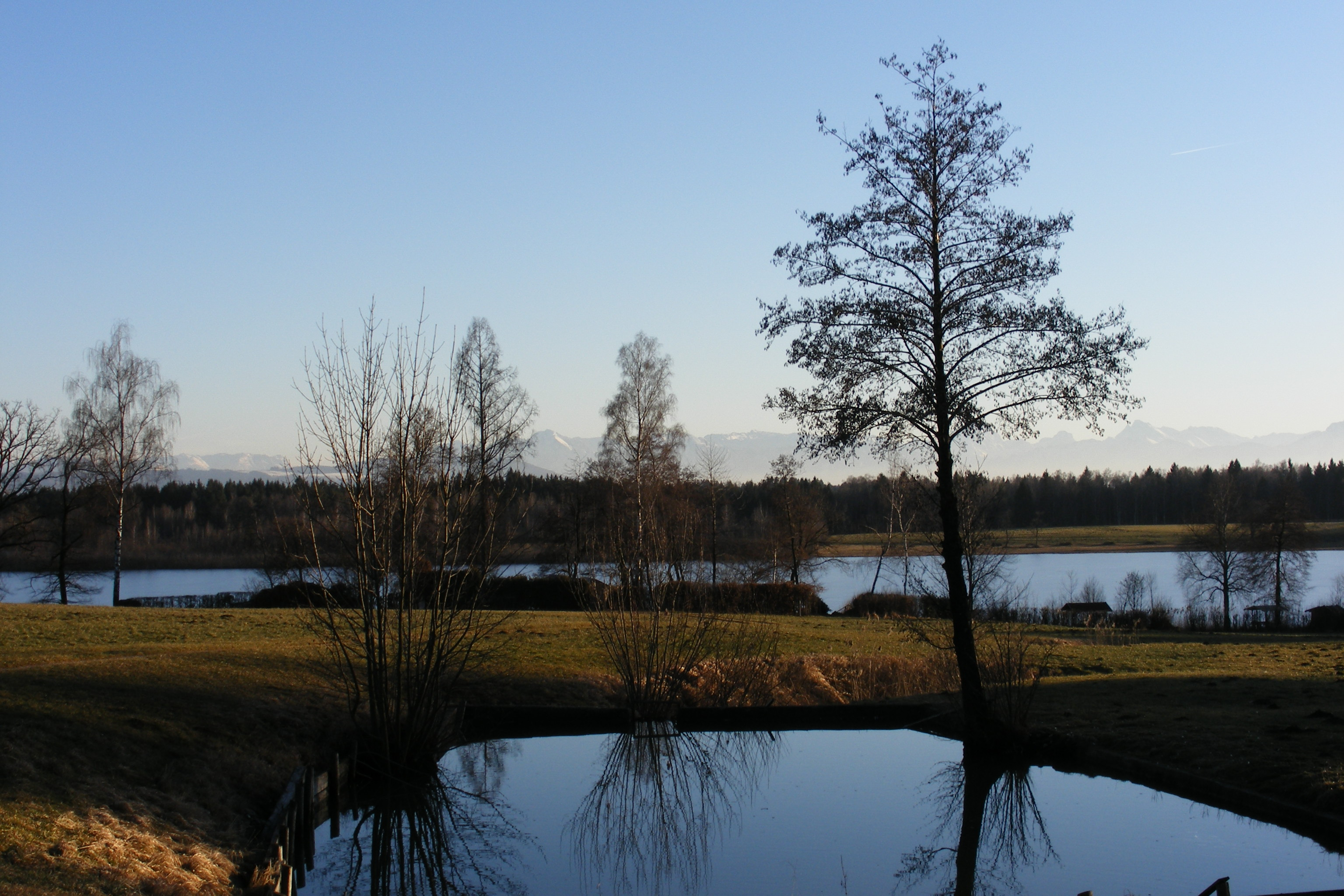
A Heratinger See

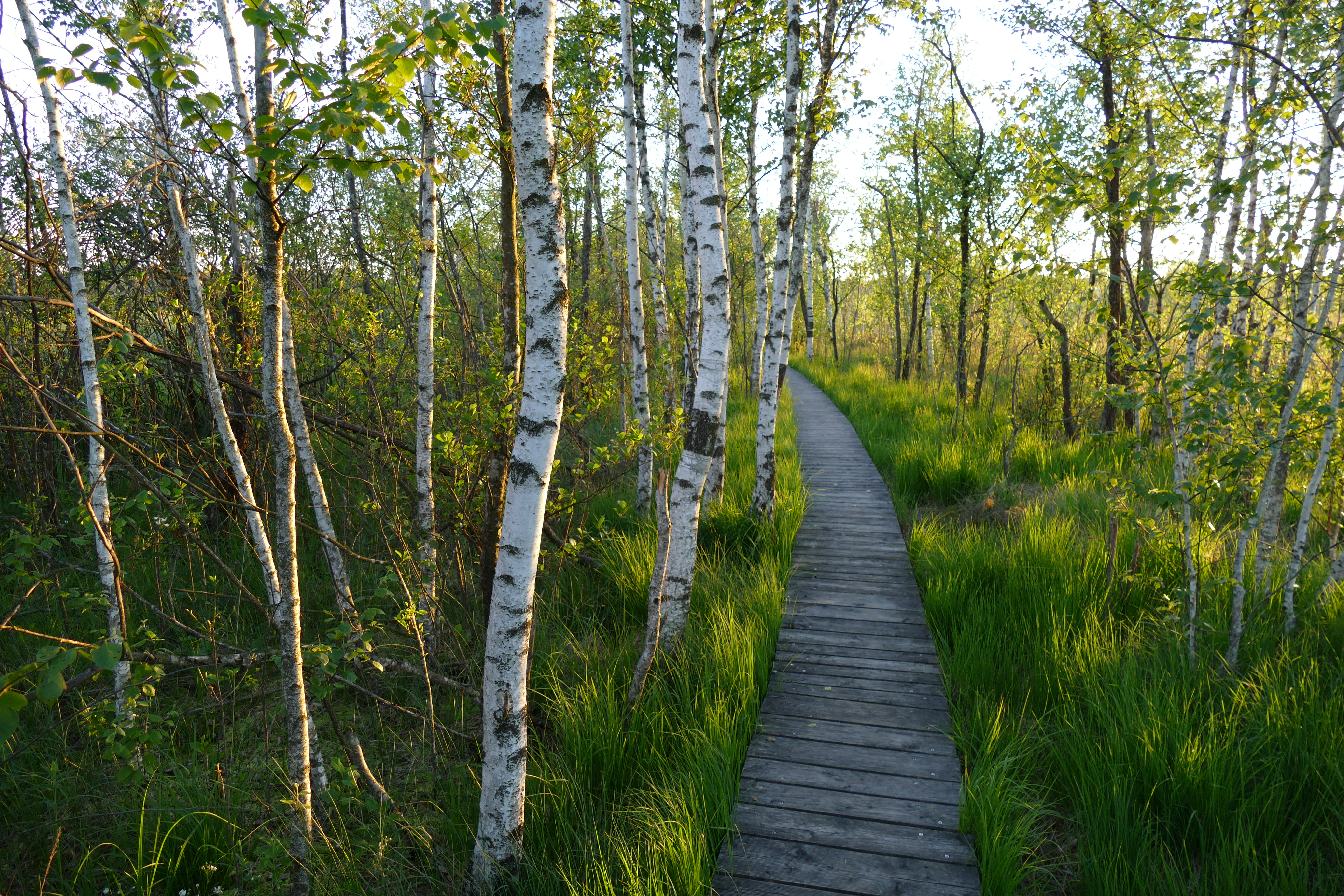
Az Ibmi-láp

Eggelsberg Felső-Ausztria nyugati részen, az Innviertel régióban fekszik, az Ibmi-láp (Ausztria legnagyobb lápkomplexuma) mellett. Legnagyobb állóvizei a Heratinger See és a Seeleitensee. Területének 20,7%-a erdő, 69% áll mezőgazdasági művelés alatt. Az önkormányzat 28 településrészt és falut egyesít: Arnstetten (41 lakos 2018-ban), Autmannsdorf (59), Beckenberg (38), Bergstetten (75), Eggelsberg (818), Großschäding (31), Gundertshausen (213), Haselreith (40), Hehenberg (20), Heimhausen (99), Hitzging (13), Hötzenau (3), Ibm (327), Kleinschäding (42), Meindlsberg (5), Miesling (14), Oberhaslach (13), Oberhaunsberg (18), Pippmannsberg (42), Revier Eggelsberg (80), Revier Gundertshausen (109), Revier Heimhausen (61), Trametshausen (52), Untergrub (6), Unterhaunsberg (43), Wannersdorf (73), Weilbuch (13) és Weinberg (17).
A környező önkormányzatok: északra Handenberg, északkeletre Sankt Georgen am Fillmannsbach, keletre Feldkirchen bei Mattighofen, délre Moosdorf, délnyugatra Franking, nyugatra Geretsberg, északnyugatra Gilgenberg am Weilhart.

## Története
Eggelsberget először 1143-ban említik. 1393-ban leégett a plébánia és valószínűleg a templom is. A templom mai épülete 1436-ra készült el. A település alapításától kezdve 1779-ig Bajorországhoz tartozott, amikor azonban a bajor örökösödési háborút lezáró tescheni béke következtében a teljes Innviertel Ausztriához került át. A napóleoni háborúk során 1809-ben a régiót a franciákkal szövetséges Bajorország visszakapta, majd Napóleon bukása után ismét Ausztriáé lett.
A köztársaság 1918-as megalakulásakor Eggelsberget Felső-Ausztria tartományhoz sorolták. Miután Ausztria 1938-ban csatlakozott a Német Birodalomhoz, az Oberdonaui gau része lett. A második világháború után a község visszakerült Felső-Ausztriához. 
1988. április 6-án az osztrák légierő Saab 105Ö gépe Eggelsberg mellett lezuhant, a pilóta, Otto Laimgruber (aki ezen a napon lett 45 éves) életét vesztette.  
2005-ben Eggelsberget a tartományi kormányzat mezővárosi rangra emelte. 

## Lakosság
Eggelsberg lakosságszámának változása:

| 2016 | 2 321 |
| 2018 | 2 365 |

Az eggelsbergi önkormányzat területén 2018 januárjában 2365 fő élt. A lakosságszám 1961 óta gyarapodó tendenciát mutat. 2016-ban a helybeliek 91,5%-a volt osztrák állampolgár; a külföldiek közül 4,4% a régi (2004 előtti, főleg Németországból), 2,1% az új EU-tagállamokból érkezett. 1,3% a volt Jugoszlávia (Szlovénia és Horvátország nélkül) vagy Törökország, 0,8% egyéb országok polgára. 2001-ben a lakosok 85,4%-a római katolikusnak, 1,6% evangélikusnak, 4,4% mohamedánnak, 4,5% pedig felekezeten kívülinek vallotta magát. Ugyanekkor egy magyar élt a községben. 

## Látnivalók
- a Szűz Mária mennybevétele-plébániatemplom gótikus stílusú, kéthajós, belül barokkizált épület
- Ibm kápolnája
- a Schnaitl-sörfőzde
- a védett Ibmi-láp

## Fordítás
- Ez a szócikk részben vagy egészben  az   Eggelsberg című német Wikipédia-szócikk ezen változatának fordításán alapul.  Az eredeti cikk szerkesztőit annak laptörténete sorolja fel. Ez a jelzés csupán a megfogalmazás eredetét és a szerzői jogokat jelzi, nem szolgál a cikkben szereplő információk forrásmegjelöléseként.